# Concours des villes et villages fleuris
Der Concours des villes et villages fleuris (deutsch Wettbewerb der blumengeschmückten Städte und Ortschaften) ist ein Wettbewerb, der 1959 in Frankreich ins Leben gerufen wurde, um die Gemeinden zur Entwicklung ihrer Grünflächen anzuregen. Am Anfang wurde der Wettbewerb direkt von den staatlichen Einrichtungen betrieben. Ab 1972 übernahm der Conseil national des villes et villages fleuris (ab 2001: Conseil National des Villes et Villages Fleuris) diese Aufgabe. Im ersten Jahr nahmen 600 Gemeinden an dem Wettbewerb teil; diese Zahl nahm schnell zu, von 5.300 im Jahr 1972, 10.000 im Jahr 1993 bis 12.000 in 2005. Allein 2010 konnten 3.842 Gemeinden mit dem Symbol ausgezeichnet werden und sie erhielten das Recht am Ortseingang das Schild Villes et villages fleuris anzubringen; 211 von ihnen erhielten die höchste Auszeichnung mit „vier Blumen“. Die Trophäe «Fleur d’Or» (Goldene Blume) konnten einer kleinen Zahl von Gemeinden aus der Gruppe mit „4 Blumen“ zugeordnet werden.
Die Anerkennung reicht von einer bis vier Blumen. Die Gemeinden mit einer bis drei Blumen bestimmen über ein regionales Komitee, welcher Ort in die Kategorie „vier Blumen“ und zur „Fleur d’Or“ aufsteigen kann.

## Kriterien
Im Laufe der Zeit haben sich die Kriterien weiterentwickelt; so werden Umweltaspekte (Biodiversität, wieweit Anbaumethoden Rücksicht auf die Umwelt nehmen etc.) und die Nachhaltigkeit der Ausschmückung mit einbezogen. Das letzte Reglement gibt da genaue Anweisungen. Die Kandidaten können im Vorfeld einige Umweltzeichen erwerben (Verwendung von Holz mit dem FSC-Zeichen, Zertifizierung der Espace verts écologiques, Benutzung von biologischen oder alternativen Pestiziden etc.)
Die derzeit gültigen Regeln sind:
- die Gemeinde muss motiviert sein, die Auszeichnung erhalten zu wollen;
- die Gemeinde muss für ihr gesamtes Gebiet die Bewertung durch Végétal und Concours des villes et villages fleuris beantragen;
- die Anstrengungen der Gemeinde zur Verbesserung des Tourismus und des Angebots auf diesem Gebiet muss von den Einwohnern unterstützt werden;

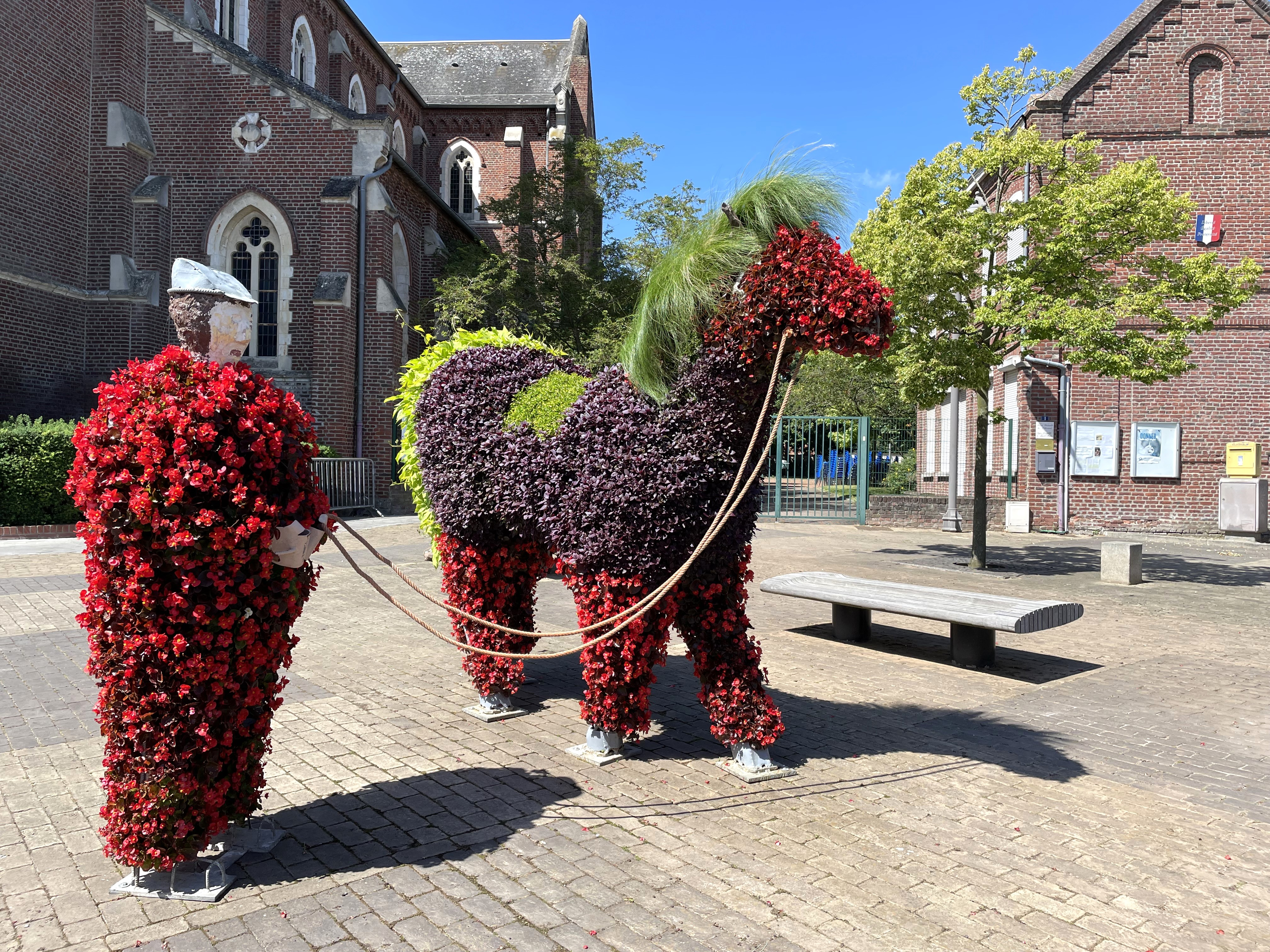
Geblümte Strukturen vor der Kirche Notre Dame in Libercourt. Das Dorf nimmt jedes Jahr am „Wettbewerb der blühenden Städte und Dörfer“ teil und hat die hohe Auszeichnung „3 Blumen“ erreicht.

- die Darbietung der gesamten Bepflanzung (Gärten und Blumenschmuck) wird beurteilt;
- die Mittel, die zur Erhaltung des Kulturerbes zur Verfügung stehen, werden hinsichtlich ihrer biologischen Vielfalt und dem Schutz der natürlichen Ressourcen geprüft:
- weitere Anstrengungen zur Verschönerung stehen auf der Liste: Unterhaltung der Straßen, der Fassaden, des Stadtmöbels, die allgemeine Sauberkeit;
- die allgemeine Landschaftspflege und wie weit nimmt die Gemeinde darauf Einfluss.

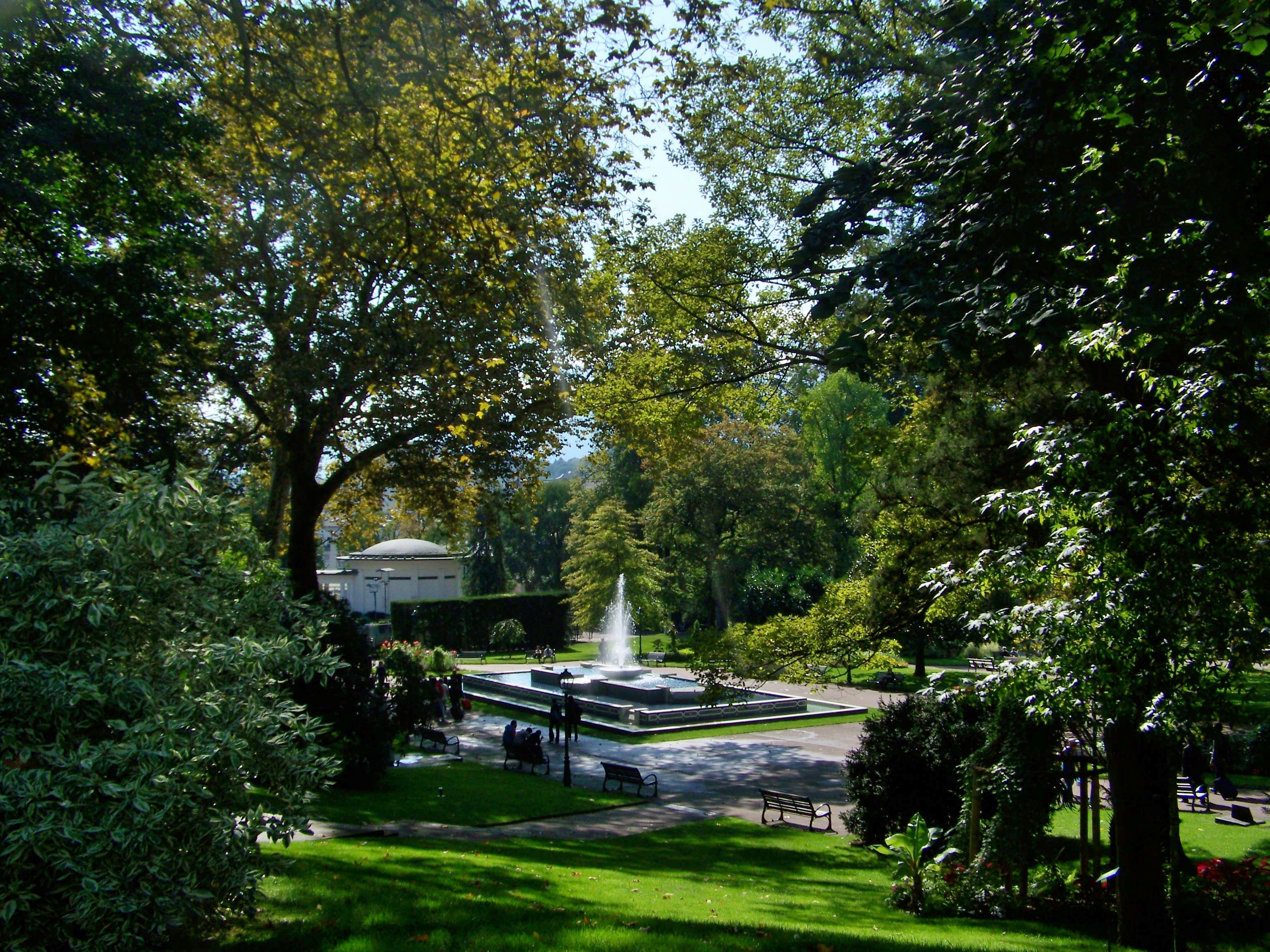
Aix-les-Bains (73), ville fleurie, ausgezeichnet mit vier Blumen seit 1974.

## Organisation

### Nationalrat derBlumenstädte
Die Wettbewerbsorganisation wird vom Tourismusminister geleitet und vom Rat der Blumenstädte verwaltet, die eine Vereinigung nach dem Gesetz von 1901 ist. im Verwaltungsrat sitzen die Vertreter verschiedener Ministerien, der örtlichen Verbände, der Tourismusorganisationen, sowie weitere qualifizierte Personen (Gartenbau, Landschaftspflege u. ä.).

### Bewertung

#### Fleur
Der Bewertungsprozess findet in drei Etappen statt:
- Auf der Ebene der Départements sichtet eine Departement-Jury die von den Gemeinden vorgeschlagenen Kandidaten und wählt die aus, die prämiert werden könnten.
- Auf der Ebene der Régions besucht eine Regionsjury die gemeldeten Gemeinden, um ihnen eine, zwei oder drei „Blumen“ zu verleihen. Darüber hinaus wählt sie die Gemeinden aus, die für „vier Blumen“ in Frage kommen.
- Auf nationaler Ebene (also für ganz Frankreich) ist eine Jury zuständig, die die vierte Blumen zuerkennen oder aberkennen kann. Diese Jury ist es auch, die einer Gemeinde eine besondere Anerkennung zugestehen kann, wenn sie schon auf dem höchsten Niveau, der „vierten Blume“, angekommen ist.[2] Sie verleiht auch die Trophäe „Fleur d’Or“.

#### „Fleur d’Or“
Die Fleur-d’Or-Trophäe wird nur an eine kleine Zahl von Gemeinden mit „vier Blumen“ verliehen, die ein besonderes Maß an Blumenschmuck ausweisen. Die Verleihung gilt zunächst für ein Jahr, kann von der Gemeinde alle sechs Jahre wieder angemeldet werden. Diese Auszeichnung ist die höchste, die in diesem Wettbewerb erreicht werden kann. Im Übrigen ersetzt dieser Preis den Grand Prix National du Fleurissement.

#### Besondere Auszeichnungen
Es gibt noch weitere Anerkennungen, die vergeben werden können: Preis für die Verbesserung des ländlichen Raums der Gemeinde, Preis für die Pflanzenvielfalt, Preis für die Pflege der Heimatgeschichte, nationaler Preis des Baumes, Preis für die private Teilnahme an der Gestaltung der Privatgärten etc.

### Nationaler und europäischer Wettbewerb

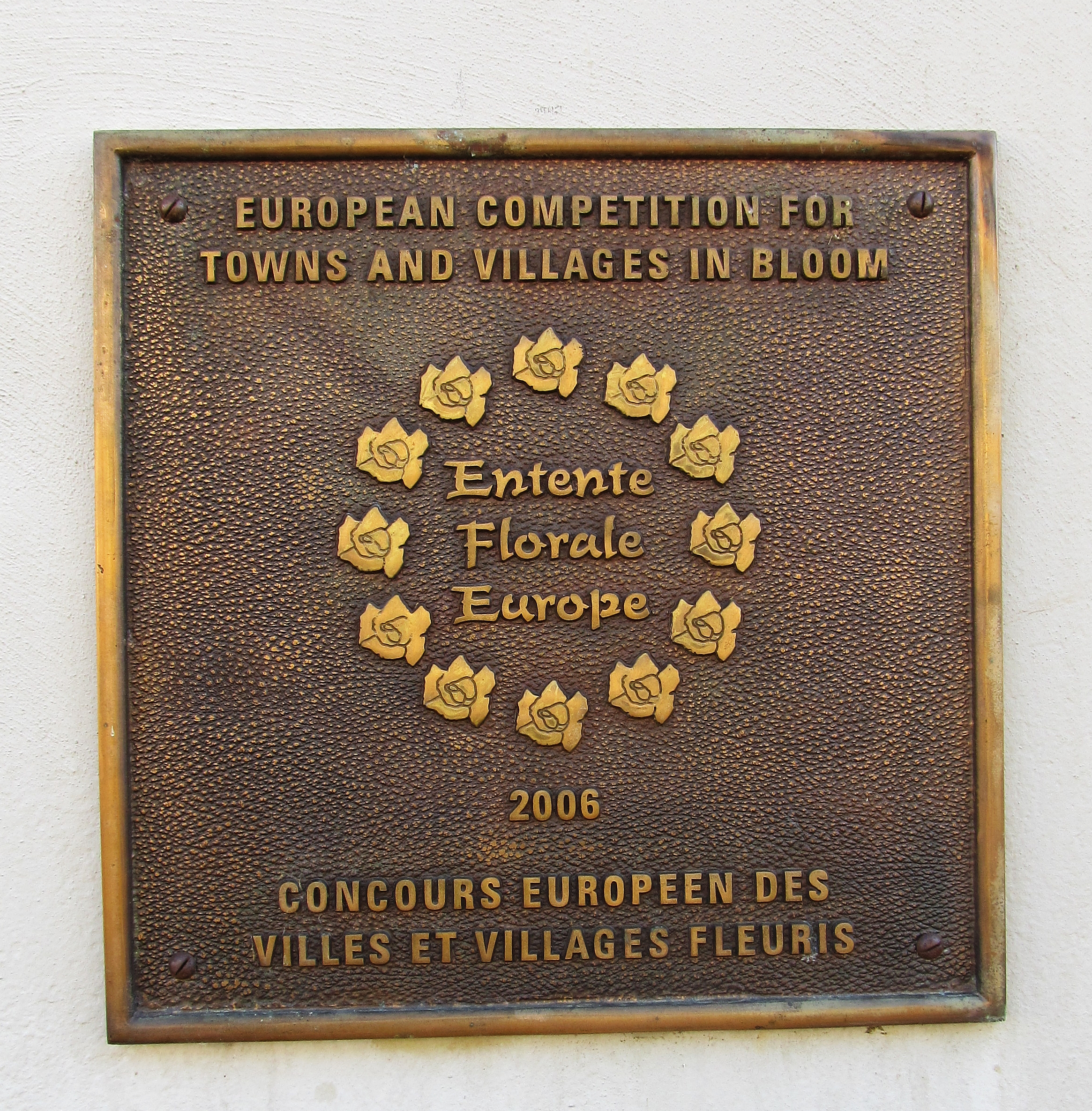
Erinnerungstafel an den Sieg 2006 von Eguisheim

#### Entente florale
Es gibt einen europäischen Wettbewerb, die Entente florale, bei dem mehrere Länder (2017) teilnehmen: Deutschland, Österreich, Belgien, Ungarn, Irland, Italien, Niederlande, Tschechien und Slowenien. Frankreich nimmt an diesem Wettbewerb nicht mehr teil. Bei diesem Wettbewerb hat die kleine Gemeinde Felsberg an der deutsch-französischen Grenze (Teilgemeinde von Überherrn) als erste deutsche Gemeinde 2004 das Schild „Ville Fleurie“ bekommen.

#### Europäische Anerkennungen
In Frankreich hat die Gemeinde Aix-les-Bains die Auszeichnung „Grand prix européen du fleurissement“ erhalten und 1992 die Anerkennung „Capitale européenne du fleurissement“.
Im europäischen Wettbewerb 2004 gewann Frankreich zwei Goldmedaillen für Cahors (Lot) in der Kategorie „Stadt“ und Cayriech (Tarn-et-Garonne) in der Kategorie „Dorf“.
Im Jahr 2003 gewann Frankreich zwei Goldmedaillen für Hyères (Var) in der Kategorie „Stadt“ und Bormes-les-Mimosas (Var) in der Kategorie „Dorf“. 

#### Schweiz
Ein ähnlicher Wettbewerb existiert in der Schweiz.

## Weitere Hinweise

### Artikel zum Thema
- Unser Dorf soll schöner werden
- Entente Florale Europe
- Conseil national des villes et villages fleuris
- Europäischer Dorferneuerungspreis
- Die schönsten Dörfer Frankreichs